# Nejiko Suwa
Nejiko Suwa (jap. 諏訪 根自子 Suwa Nejiko; ur. 23 stycznia 1920 w Tokio zm. 6 marca 2012 tamże) – japońska skrzypaczka, która koncertowała w latach międzywojennych i powojennych, występując między innymi z Berlińską Orkiestrą Filharmoniczną oraz z Orkiestrą Symfoniczną Toho. Po ślubie przyjęła nazwisko męża Ōga (大賀).

## Życiorys
Suwa przyszła na świat 23 stycznia 1920 roku w Tokio w Cesarstwie Wielkiej Japonii. Rozpoczęła naukę gry na skrzypcach w wieku około czterech lat, pod okiem Anny Ono, a następnie Aleksandra Mogilewskiego. Jej pierwszy recital odbył się w 1932 roku, kiedy miała 12 lat. W 1936 roku wyjechała na studia do Europy, gdzie grała z Berlińską Orkiestrą Filharmoniczną (obecnie Filharmonicy Berlińscy) pod batutą Hansa Knappertsbuscha oraz innymi orkiestrami, kontynuując swoje koncerty w czasie II wojny światowej. W lutym 1943 roku Goebbels, piastujący stanowisko ministra propagandy w nazistowskich Niemczech, wręczył jej słynne skrzypce Stradivariusa (jednak pochodzenie tego instrumentu pozostaje niepewne). Ambasador Japonii w Niemczech, Hiroshi Ōshima, asystował podczas przekazania skrzypiec, a Suwa po otrzymaniu podarunku zagrała na nich.

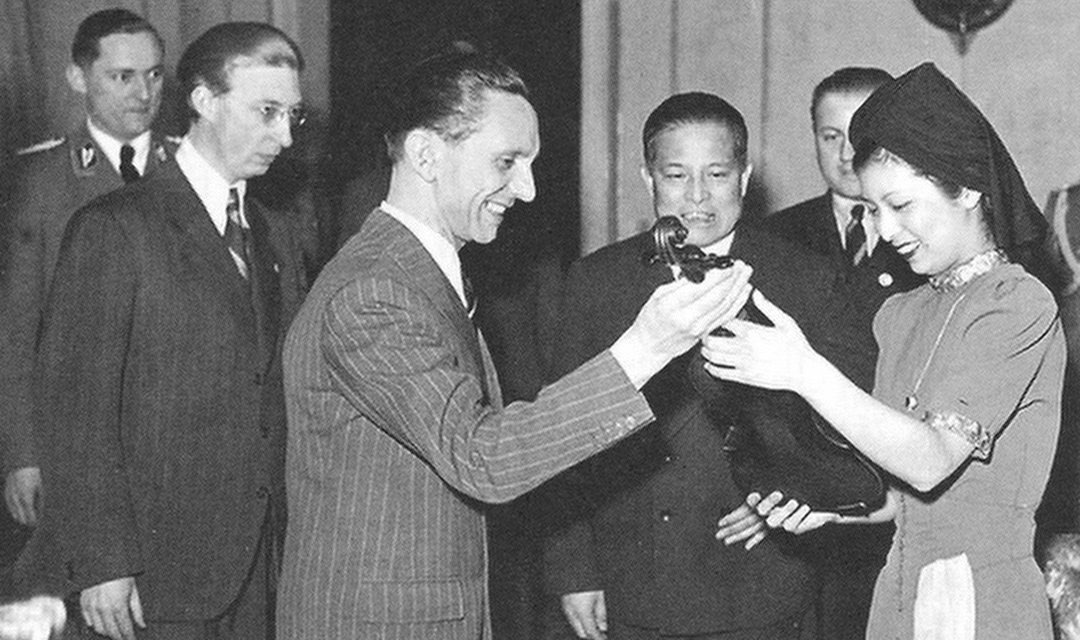
Zdjęcie wykonane 22 lutego 1943 roku Suwa otrzymuje od Goebbelsa w prezencie skrzypce Stradivariusa, pomiędzy nimi widać ambasadora Hiroshiego Ōshime

Po wojnie wróciła do Japonii w 1945 roku, zdobywając ogromną popularność, wykonała także wiele koncertów, w tym także jeden dla zbrodniarzy wojennych w więzieniu Sugamo w 1952 roku. W kraju występowała m.in. z Orkiestrą Symfoniczną Toho (obecnie Tokijska Orkiestra Symfoniczna), jednak na dłuższy czas zniknęła z życia publicznego. W okolicach 1960 roku przestała koncertować, aczkolwiek w 1981 roku opublikowała nowe nagranie „Sonat i partit na skrzypce solo” Bacha, ponownie zwracając na siebie uwagę.
W 1968 roku, mając 48 lat, wzięła ślub z Koshirō Ōgą, profesorem Uniwersytetu Tokijskiego. Z Ōgą znała się z czasów, kiedy przebywała w Niemczech, gdy ten zatrudniony był w japońskiej ambasadzie w Berlinie. W 1984 roku Suwa dała koncerty w Chigasaki w styczniu, w Tokio w maju i w Machidzie w październiku, który był jej ostatnim.
Zmarła 6 marca 2012 roku w swoim domu w Tokio, w wieku 92 lat. O jej śmierci poinformowano sześć miesięcy później. Uroczystość pogrzebowa miała miejsce w obecności najbliższej rodziny. W lutym 2013 roku ukazała się jej pierwsza obszerna biografia „Suwa Nejiko: Bibō no vaiorinisuto Sono gekiteki shōgai” (Nejiko Suwa: Piękna skrzypaczka i jej dramatyczne życie) autorstwa Yukiko Hagiya.

## Kontrowersje wokół skrzypiec
Prezent wręczony Suwie przez Goebbelsa 22 lutego 1943 roku pozostaje zagadką. Nie wiadomo czy należał do skonfiskowanego mienia, a może został odebrany pod przymusem osobom prześladowanym w okresie nazizmu. Również nie potwierdzono autentyczności tego instrumentu.
W wywiadach Suwa zaprzeczyła, by skrzypce były skradzione. Stwierdziła, że zostały one zakupione przez ministerstwo Goebbelsa od handlarza ze Śląska.
Po śmierci Suwy właścicielem skrzypiec został jej siostrzeniec.